# Marc Digruber
Marc Digruber (* 29. April 1988) ist ein ehemaliger österreichischer Skirennläufer. Er erzielte seine besten Resultate in den technischen Disziplinen Slalom und Riesenslalom sowie in der Kombination. Zuletzt ging er ausschließlich im Slalom an den Start. Sein Großonkel Franz Digruber und dessen Schwester Grete Digruber waren in den 1960er-Jahren erfolgreiche Skirennläufer.

## Werdegang
Der aus Mitterbach am Erlaufsee stammende Digruber besuchte von 1998 bis 2002 die Skihauptschule in Lilienfeld und anschließend die Skihandelsschule mit Aufbaulehrgang zur Berufsreifeprüfung im TZW Waidhofen an der Ybbs. Als Läufer des niederösterreichischen Landeskaders bestritt er im Dezember 2003 seine ersten FIS-Rennen, der erste Podestplatz gelang ihm im Februar 2006.
Nach Saisonende wurde der damals 18-Jährige nach drei Jahren im Landeskader in den Nachwuchskader des Österreichischen Skiverbandes aufgenommen. Im Januar 2007 nahm Digruber erstmals an einem Europacuprennen teil, kam aber nicht ins Ziel und startete ein Jahr lang weiter bei FIS-Rennen. Nach einem Sieg bei den polnischen Slalommeisterschaften im März 2007 und dem Gewinn der FIS-Super-Kombination in Matrei in Osttirol im Dezember 2007 ist er seit Jänner 2008 regelmäßig im Europacupeinsatz. Erstmals punkten konnte er mit Rang 17 im Slalom von Garmisch-Partenkirchen am 17. Februar 2008. Zehn Tage später kam er bei den Juniorenweltmeisterschaften 2008 im spanischen Formigal zum Einsatz, wo er Achter im Slalom und Zwölfter im Riesenslalom wurde. Ende Jänner war er bei den Österreichischen Juniorenmeisterschaften 2008 Zweiter im Riesenslalom gewesen. Nach dem Winter stieg er vom Nachwuchskader in den B-Kader des ÖSV auf.
Am 2. Dezember 2008 erlitt Digruber im Europacup-Riesenslalom auf der Reiteralm einen Kreuzbandriss, weshalb er die gesamte Saison 2008/09 pausieren musste. Im Winter 2009/2010 erzielte er nach dem Jahreswechsel zahlreiche Podestplätze in FIS-Rennen und erreichte nach einigen punktelosen Rennen auch im Europacup ansprechende Resultate, unter anderem mit dem fünften Platz in der Super-Kombination von Sarntal/Reinswald am 4. März 2010. Im Weltcup startete Digruber erstmals am 14. November 2010 im Slalom von Levi. Bei seinem Weltcupdebüt verfehlte der 22-Jährige allerdings die Qualifikation für den zweiten Lauf der besten 30. In seinem dritten Weltcuprennen, der Super-Kombination im bulgarischen Bansko am 26. Februar 2011, gewann Digruber als 20. die ersten Weltcuppunkte. Tags darauf belegte er Platz 23 im Slalom. Am Ende der Saison wurde er Österreichischer Staatsmeister in der Super-Kombination.
In der Saison 2011/12 kam Digruber bereits öfters im Weltcup zum Einsatz. Wie im Vorjahr gewann er zweimal Weltcuppunkte, wobei sein bestes Saisonresultat der 23. Platz im Slalom von Wengen war. Im Jahr 2012 begann er eine Ausbildung als Polizeispitzensportler. In der Saison 2016/17 gewann Digruber im Europacup den Slalom in Levi und erreichte im Alpinen Skiweltcup am 11. Dezember 2016 mit einem vierten Platz in Val-d’Isère sein bisher bestes Weltcupergebnis. In der Saison 2019/20 zog er sich am Samstag im Slalom von Chamonix einen Kreuzbandriss zu und fehlte daher in der restlichen Saison.
Am 23. Mai 2023 gab Digruber sein Karriereende bekannt. Er ist seit 2018 verheiratet und hat zwei Kinder.
Bei der Skiweltmeisterschaft 2025 in Saalbach-Hinterglemm ging er als Kamerafahrer in der Disziplin Slalom an den Start.

## Erfolge

### Weltcup
- 6 Platzierungen unter den besten zehn

### Weltcupwertungen
| Saison  | Gesamt | Gesamt | Slalom | Slalom | Kombination | Kombination |
| Saison  | Platz  | Punkte | Platz  | Punkte | Platz       | Punkte      |
| ------- | ------ | ------ | ------ | ------ | ----------- | ----------- |
| 2010/11 | 124.   | 19     | 54.    | 8      | 38.         | 11          |
| 2011/12 | 123.   | 10     | 47.    | 8      | 45.         | 2           |
| 2013/14 | 117.   | 14     | 42.    | 14     | –           | –           |
| 2015/16 | 55.    | 179    | 16.    | 179    | –           | –           |
| 2016/17 | 69.    | 99     | 25.    | 99     | –           | –           |
| 2017/18 | 66.    | 92     | 27.    | 92     | –           | –           |
| 2018/19 | 73.    | 81     | 26.    | 81     | –           | –           |
| 2019/20 | 106.   | 43     | 38.    | 43     | –           | –           |
| 2020/21 | 125.   | 15     | 42.    | 15     | –           | –           |
| 2021/22 | 99.    | 42     | 36.    | 42     | –           | –           |

### Europacup
- Europacup 2016/17: 2. Slalomwertung
- 4 Podestplätze, davon 3 Siege:

| Datum             | Ort      | Land        | Disziplin |
| ----------------- | -------- | ----------- | --------- |
| 30. November 2016 | Levi     | Finnland    | Slalom    |
| 12. Februar 2017  | Zakopane | Polen       | Slalom    |
| 19. Februar 2017  | Oberjoch | Deutschland | Slalom    |

### Juniorenweltmeisterschaften
- Formigal 2008: 8. Slalom, 12. Riesenslalom

### Weitere Erfolge
- Österreichischer Staatsmeister in der Super-Kombination 2011
- 2 Siege im Far East Cup
- 11 Siege in FIS-Rennen

## Auszeichnungen
Am 7. Juli 2023 erhielt er für seine sportlichen Leistungen das Silberne Ehrenzeichen der Marktgemeinde Frankenfels.